# 히가시야마촌 (후쿠시마현)
히가시야마촌(東山村)은 후쿠시마현 기타아이즈군에 설치되었던 촌이다.